# Sistema stradale inca
Tra le molte strade costruite nel Sudamerica precolombiano, il sistema stradale inca, o cammino degli incas o anche Qhapaq Ñan fu il più esteso ed il più avanzato per gli standard dell'epoca. Tutta la rete si basava su due strade che attraversavano l'impero lungo la rotta nord-sud. La più orientale delle due partiva dal Puna e dalle valli di Quito e raggiungeva Mendoza (Argentina). Quella occidentale invece seguiva le pianure costiere tranne che il tratto che attraversava il deserto, nel quale costeggiava le colline.

## Descrizione
Oltre venti strade percorrevano le montagne occidentali, mentre altre attraversavano la cordigliera orientale. Alcune di queste strade raggiungevano altitudini di oltre 5000 metri sul livello del mare. Le varie tratte univano le regioni dell'impero inca dalla capitale delle province settentrionali, Quito, all'attuale Santiago del Cile a sud. Il sistema stradale inca era costituito da circa 40 000 km di strade e permetteva l'accesso ad oltre 3 milioni di chilometri quadrati di territorio.
Queste strade permettevano collegamenti semplici, affidabili e veloci per lo spostamento di civili e militari, per il dispaccio di comunicazioni e per il supporto logistico. I primi utilizzatori furono i soldati imperiali, portatori e carovane di lama, oltre ai nobili. Era richiesto un permesso per poter percorrere le strade, ed alcuni ponti prevedevano il pagamento di un pedaggio. Nonostante le strade inca potessero avere dimensioni, stile ed aspetto molto diversi tra loro, la maggior parte aveva una larghezza compresa tra 1 e 4 metri.
Buona parte del sistema stradale era il risultato del fatto che gli Inca reclamavano un diritto esclusivo su numerose rotte tradizionali, alcune delle quali erano state costruite secoli prima. Molti nuovi tratti furono costruiti o migliorati in modo sostanziale; l'attraversamento del deserto cileno di Atacama e la parte che costeggia la riva occidentale del Titicaca ne sono due esempi.
I cronisti spagnoli del tempo descrissero i lunghi viaggi fatti dal re Inca, trasportato su una lettiga, circondato da migliaia di soldati e servi, fatti per raggiungere le varie parti del suo immenso impero.
Dato che gli Inca non usavano la ruota per i trasporti, e che non conobbero cavalli prima dell'arrivo degli spagnoli in Perù nel XVI secolo, le strade erano quasi esclusivamente percorse a piedi, a volte accompagnati da mandrie di animali, solitamente lama.
I messaggeri che componevano la staffetta, chiamati chaski, si fermavano ad intervalli di 6/9 km, trasportando messaggi ed oggetti quali pesce marino fresco per i re. I messaggi erano fogli chiusi da corde noti come quipu, assieme a messaggi vocali. I chaski erano in grado di coprire una distanza di 240 km al giorno.
Esistevano almeno 1000, e forse 2000, stazioni di posta o tambo, sistemati ad intervalli regolari lungo il tracciato. Queste strutture avevano il compito di far riposare e rifocillare il personale viaggiante.
Venivano usati molti modi per attraversare i corsi d'acqua. Le zattere servivano per i fiumi molto larghi. I ponti di pietre o le canne sospese erano usate per i terreni paludosi. I ponti sospesi inca permettevano di superare le vallate strette. Un ponte che attraversava il fiume Apurimac, ad ovest di Cuzco, misurava 45 metri. I burroni venivano a volte superati tramite cesti sospesi, o oroya, che potevano coprire distanze fino a 50 metri. A volte i ponti erano costruiti a coppie.

## Rotte principali
La più importante strada inca era il cosiddetto Camino Real (strada dei re), con una lunghezza di 5200 km. Partiva da Quito, in Ecuador, ed attraversando Cuzco giungeva nell'odierna Tucumán in Argentina. Il Camino Real attraversava la catena montuosa delle Ande, con picchi di altitudine di oltre 5000 m s.l.m. El Camino de la Costa (strada costiera), la tratta costiera, con una lunghezza di 4000 km correva parallela al mare, ed era collegata al Camino Real tramite molte piccole strade secondarie.
La stessa Machu Picchu era distante dalle tratte battute, ed era una residenza reale abitata dal re Inca e da centinaia di servitori. Richiedeva regolari rifornimenti di beni e servizi da Cuzco e da altre parti dell'impero. Questa cosa è dimostrata dal fatto che all'interno del sito non vi sono grossi magazzini per lo stoccaggio delle risorse. Uno studio del 1997 ha concluso che il potenziale agricolo dell'area non sarebbe stato sufficiente per sostenere la popolazione residente, anche solo a livello stagionale.

## Tragitto inca per Machu Picchu

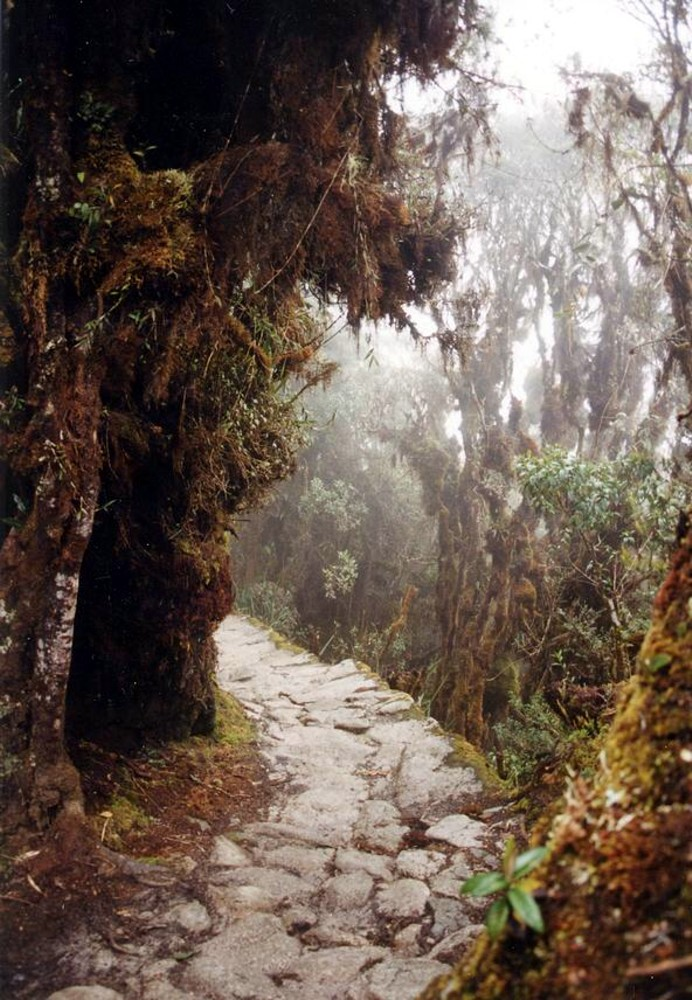
Tragitto inca per Machu Picchu

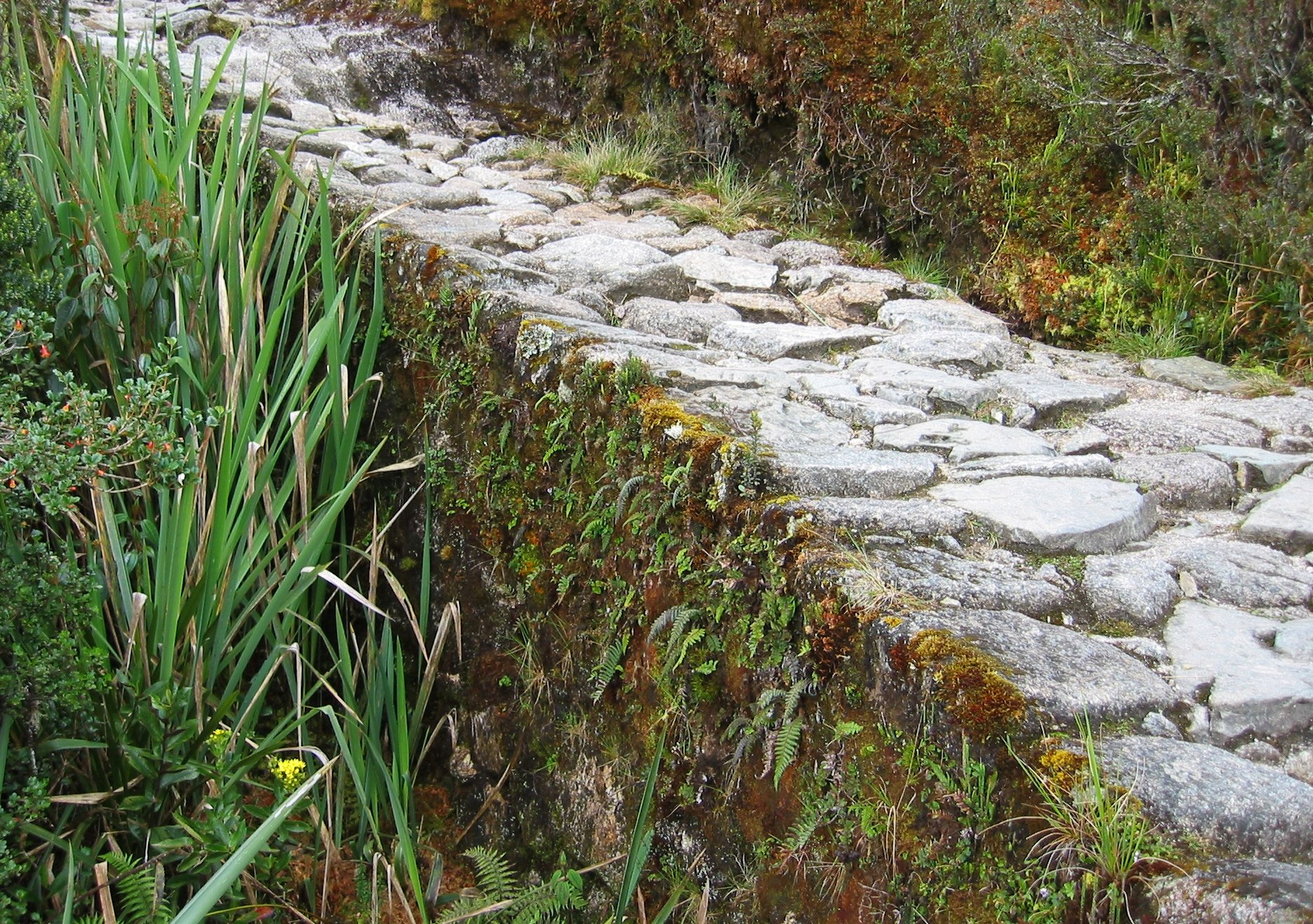
Buona parte del tragitto è di origine inca

Il tragitto inca per Machu Picchu, noto anche come Camino Inca o Camino Inka, è composto da tre tracciati sovrapposti: Mollepata, Classico e Un giorno. Il Mollepata è il più lungo dei tre, quello con il passo montano più alto, ed interseca il cammino Classico prima di giungere al "Passo della Donna Morta". Situato nella catena montuosa delle Ande, il percorso attraversa numerosi ecosistemi andini tra cui la foresta delle nuvole e la tundra alpina. Insediamenti, gallerie e numerose rovine inca sono situate lungo il percorso prima di giungere alla Porta del Sole sui monti di Machu Picchu. Le due rotte più lunghe richiedono il raggiungimento di un'altitudine di 3660 m s.l.m., il che può causare mal di montagna.
Il fatto che l'abuso di questo tragitto ne causi l'erosione, ha obbligato il governo peruviano a concedere il passaggio ad un numero limitato di persone per stagione, ed a ridurre drasticamente le compagnie che possono fornire una guida. Il risultato è la necessità di prenotare in anticipo. Ad un massimo di 500 persone, comprese guide e portatori, viene permesso ogni giorno il passaggio.
Questo sentiero viene chiuso a febbraio per la pulizia annuale.

### Il percorso Classico
Normalmente un escursionista ha bisogno di 3/4 giorni per completare il "percorso inca Classico". Si parte da uno dei due punti di partenza: 88 o 82 km da Cuzco lungo il fiume Urubamba, ad un'altitudine approssimativa di 2800 m.

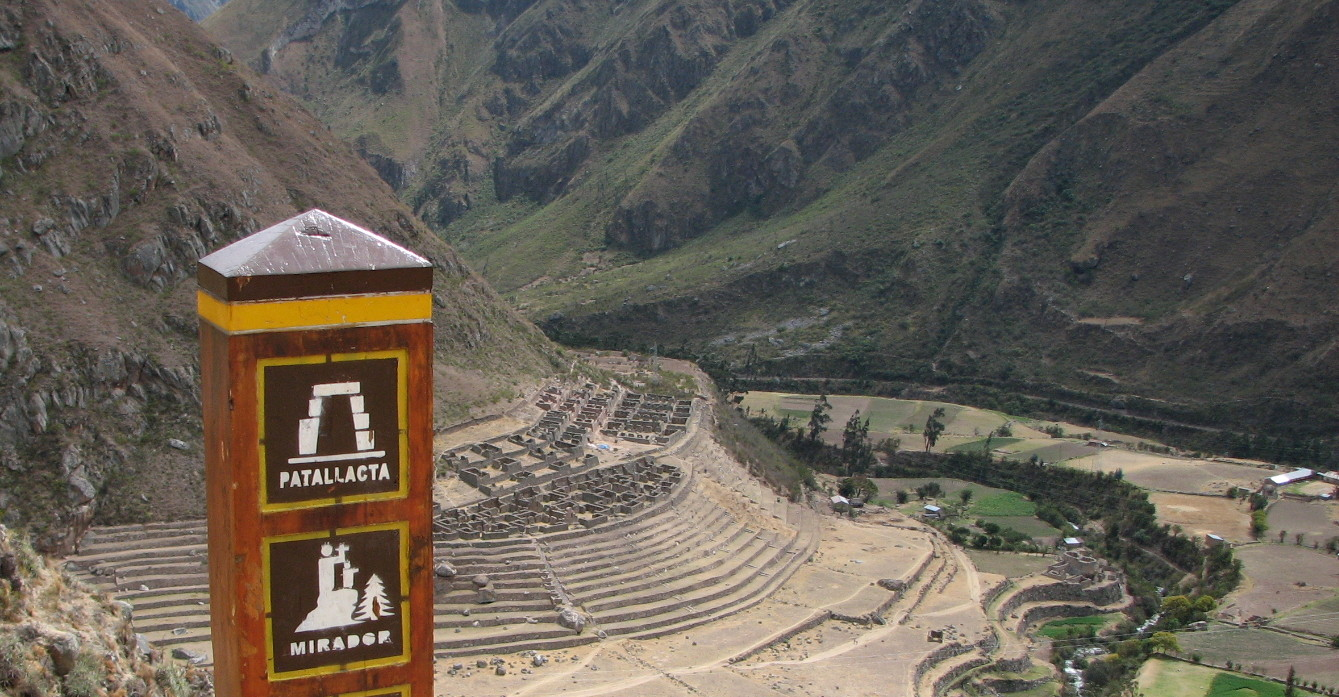
Patallacta vista dall'alto

Entrambi questi tratti si incontrano presso le rovine inca di Patallacta (nota anche come Llactapata), un sito utilizzato per riti cerimoniali e religiosi, per la produzione di grano e per il riposo dei soldati provenienti dalla vicina collina di Willkaraqay, un sito pre-Inca abitato la prima volta attorno al 500 a.C. Il percorso è un saliscendi, e risale il Rio Cusichca (noto anche come fiume Kusichca o "fiume felice").
Presso il piccolo villaggio di Wayllabamba il sentiero si interseca col "Mollepata", ad un'altezza di 3000 metri.
Piccoli insediamenti abitati sono situati lungo il tragitto, e lo stesso Wayllabamba ospita 400 abitanti (130 famiglie), e branchi di animali (cavalli, muli, asini e lama).
A Wayllabamba il sentiero per Machu Picchu gira verso ovest, risalendo un affluente del Cusichca. A causa di precedenti danni causati dagli zoccoli, non è permesso portare branchi di animali nel rimanente tratto. Per lo stesso motivo non si possono portare scarpe con punte in metallo.

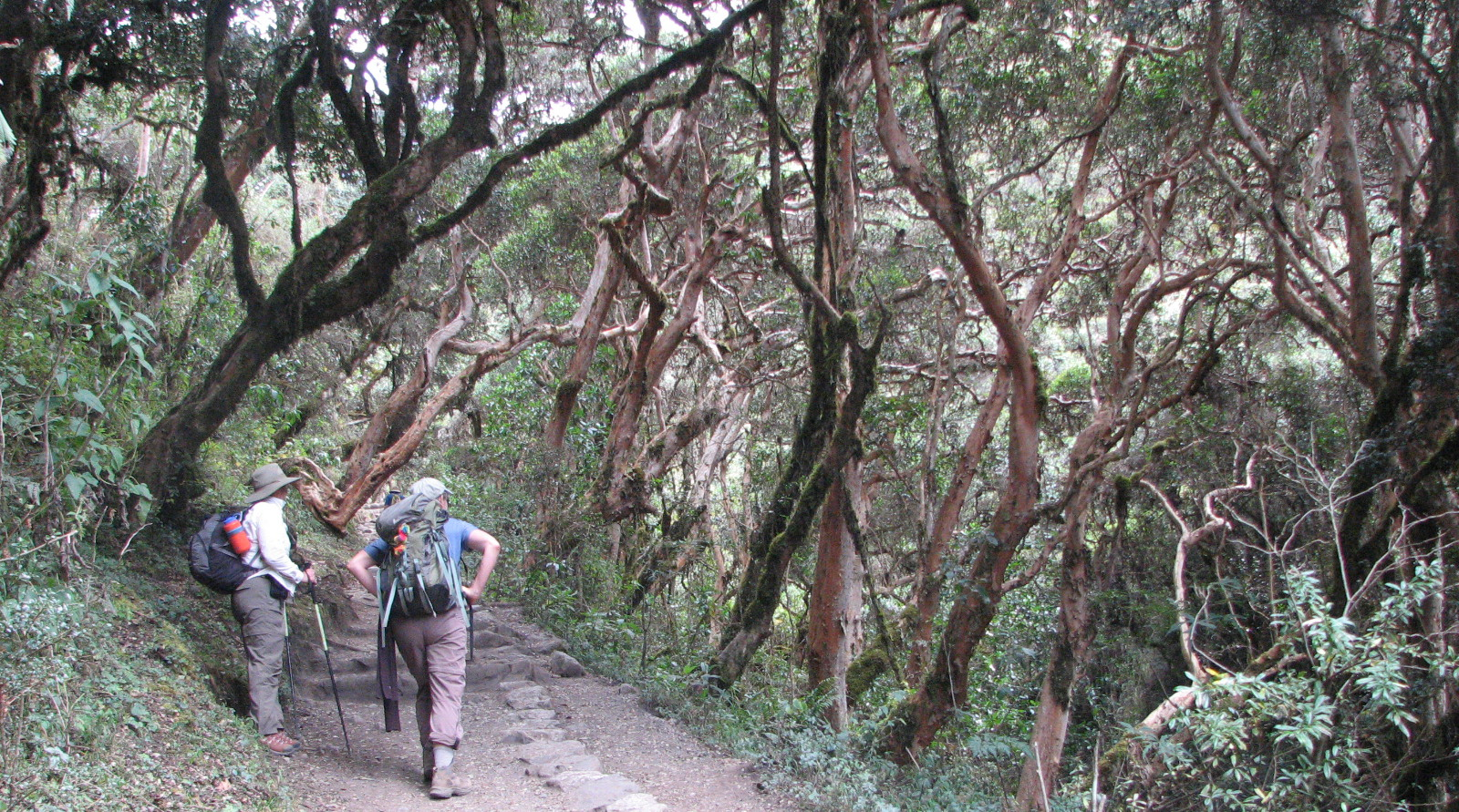
Foresta delle nuvole lungo il percorso inca

Proseguendo il tragitto verso Warmiwañusca (o "Passo della Donna Morta"), che somiglia ad una donna supina, si passa attraverso numerosi habitat diversi, uno dei quali è la foresta delle nuvole contenente alberi di polylepis. Il campo di Llulluchapampa si trova su questa parte di tracciato a 3800 metri d'altezza. Lo stesso passo è a 4215 metri sul livello del mare, e rappresenta il punto più alto del percorso "Classico".
Dopo aver superato il passo, il sentiero scende leggermente verso il fiume Pacaymayu. Percorsi 2,1 km e 600 metri di dislivello partendo dal passo, si incontra il campo base di Pacaymayu.

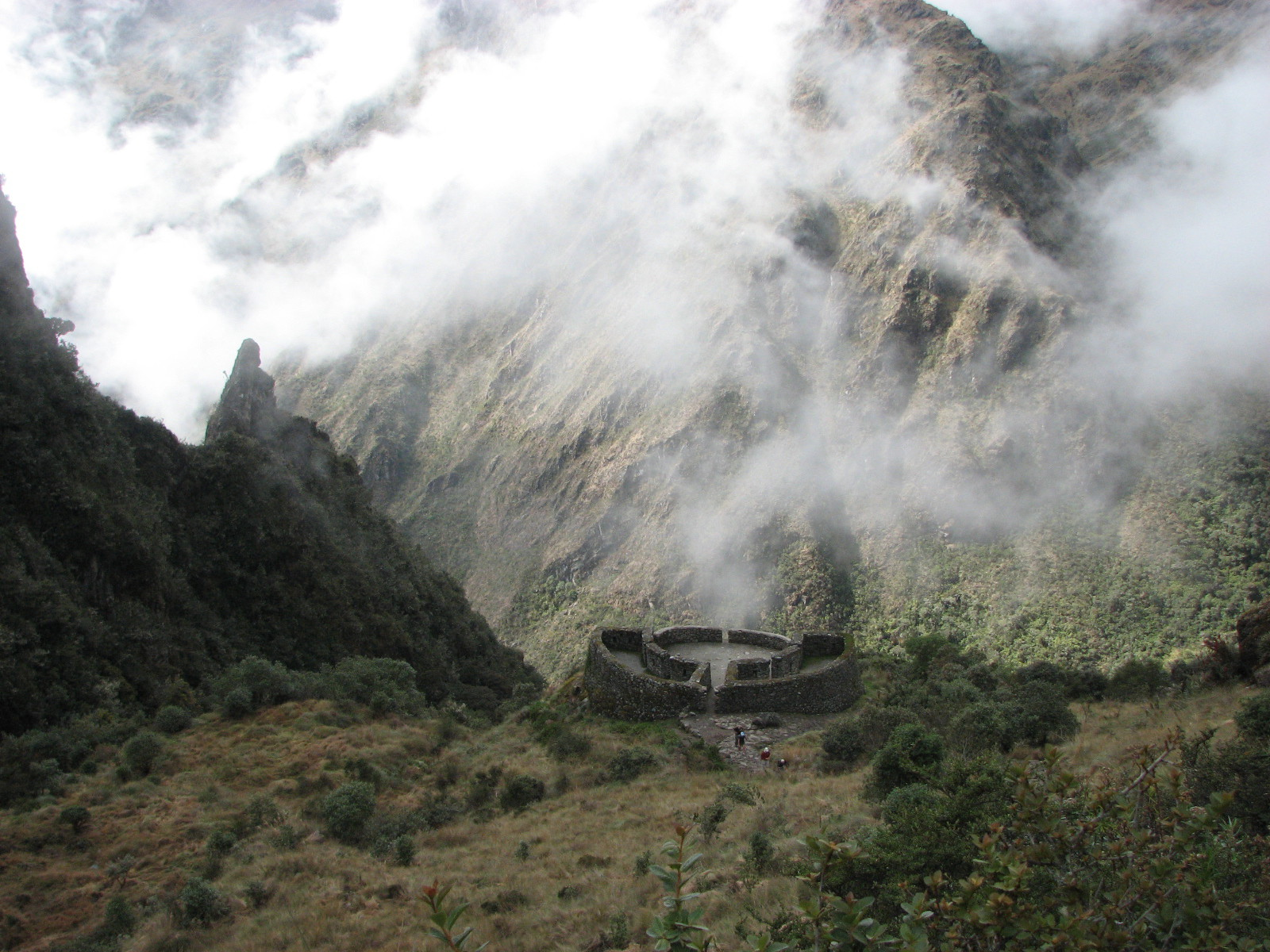
Il tambo di Runkuraqay

Superato Pacaymayu il sentiero torna a salire sull'altro versante della vallata. Un chilometro dopo, ad un'altezza di 3750 metri, si trova il tambo inca di Runkuraqay, che permette di osservare tutta la valle. Il sito è stato seriamente restaurato poco prima del 2000.
Il percorso continua a salire, superando un piccolo lago chiamato Laguna Cochapata in un'area nota per ospitare alcuni cervidi. Questo luogo è stato usato come campo. Come per molti altri siti rovinati a causa del troppo uso, non è più permesso campeggiare qui. Il percorso raggiunge il passo ad un'altitudine di 3950 metri.
Ancora una volta si torna a scendere, molto lentamente, superando un altro piccolo lago ed iniziando a vedere Sayaqmarka, arroccata su uno sperone di roccia a picco. Sayaqmarka si trova ad un'altezza di 3600 metri. Una scala stretta conduce alle ampie e ben restaurate rovine, che comprendono molti edifici dislocati per 80 metri lungo la cresta del burrone. A questo sito fu dato il nome durante la spedizione di Paul Fejos degli anni quaranta, ed il termine "Sayaqmarka" può essere tradotto con "città inaccessibile". Sayaqmarka viene attraversata dal sentiero Classico e da un altro senza nome che conduce al fiume Aobamba. Nelle vicinanze non ci sono terreni coltivabili, ma il vicino sito di Conchamarka (Città Conchiglia) è composto d poche case che controllano alcune terrazze arrotondate. Dopo essere scesi fino a Conchamarke, si ricomincia a salire e dopo 600 metri si giunge al campo di Chaquicocha.
Il percorso prosegue all'interno della foresta di nuvole, con un dolce saliscendi che a volte lascia il posto a salite e discese brusche. Un lungo tunnel inca ed un punto di osservazione sovrastano due valli: la Urubamba e la Aobamba sono state attraversate.

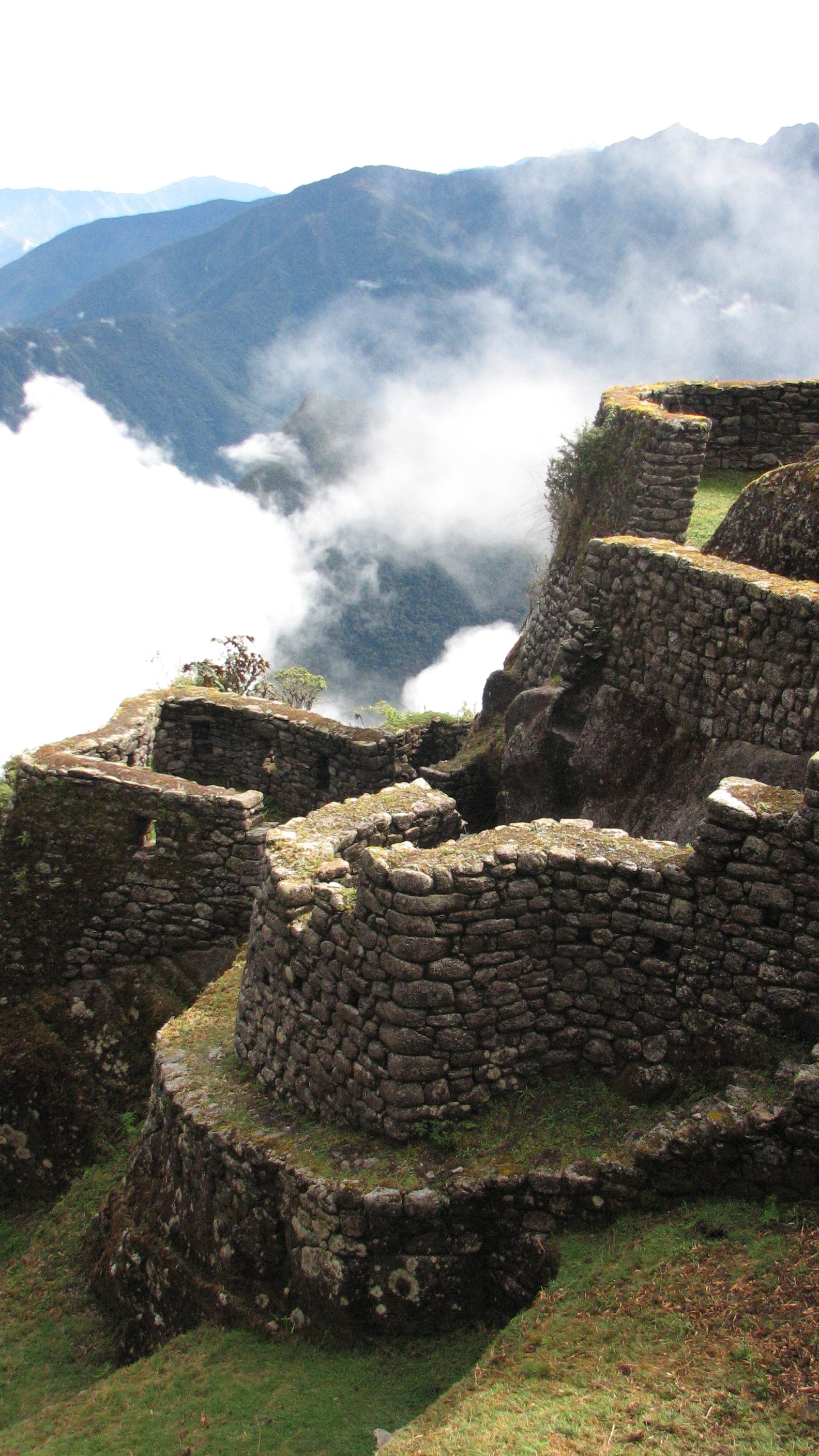
Le rovine di Phuyupatamarka

Si supera un nuovo picco a 3650 metri d'altezza e si giunge ad un campo base, per poi iniziare a scendere tra numerose rovine. Il nome Phuyupatmarka (Città al livello delle nuvole) (poo-yoo-patta-marka) viene usato sia per il campo che per le rovine.
Fu Howard Bingham a scoprire il sito, ma ne lasciò buona parte coperta dalla vegetazione. La squadra di Fejos diede il nome al luogo, scoprendo il resto. Il sito comprende cinque fontane ed un altare, probabilmente usato per sacrificare i lama.
Il sentiero scende di 1000 metri grazie anche ad una scala di 1300/1500 gradini, alcuni dei quali scavati nel solido granito. La vegetazione diventa più fitta, lussureggiante, simile alla giungla, e si nota un numero rilevante di uccelli e farfalle. Una seconda galleria inca si trova in questa parte di tracciato.

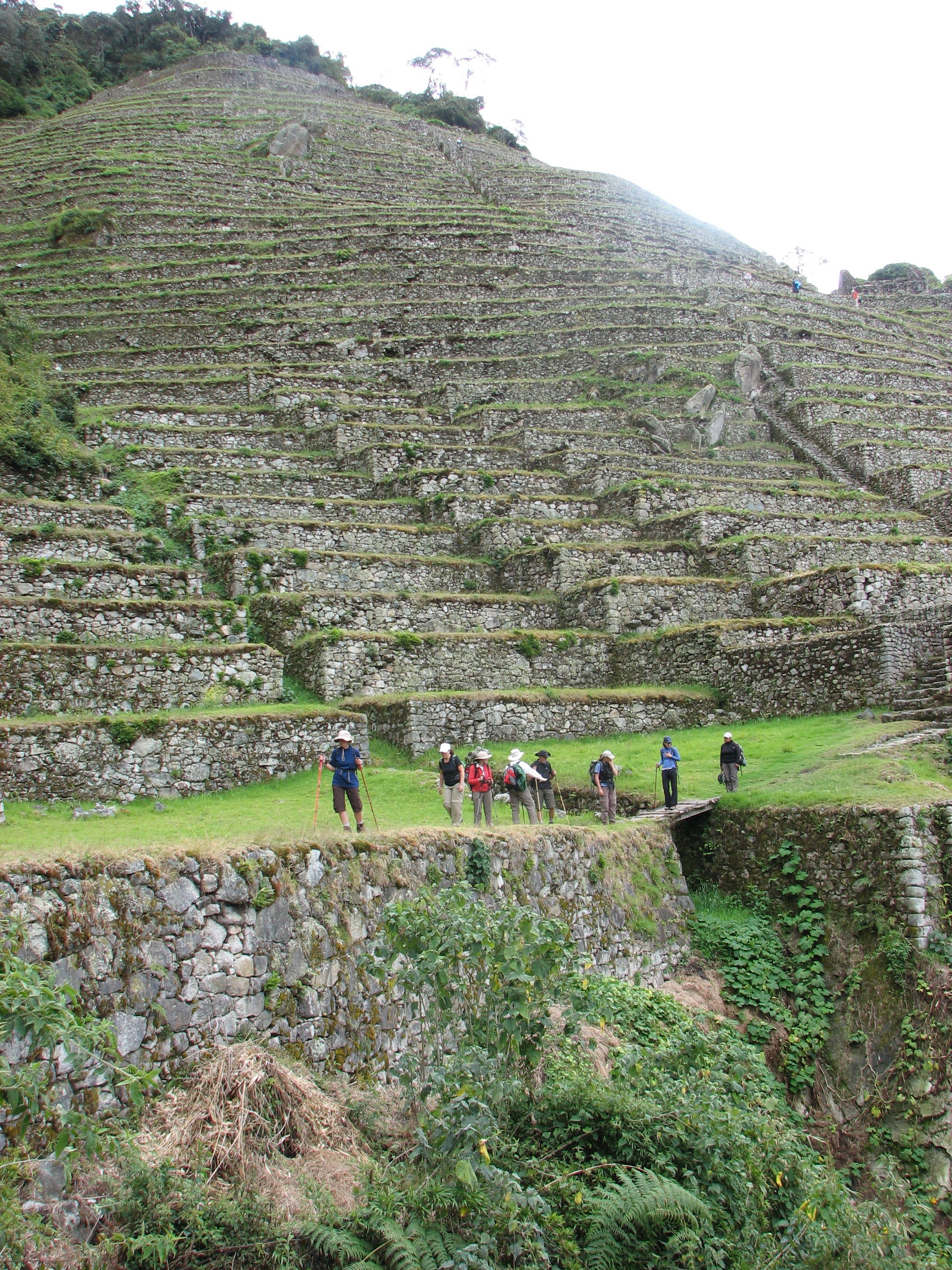
Intipata

Prima di immettersi nel tunnel si può osservare dall'alto il fiume Urubamba, la prima volta dopo la partenza da Patallacta. All'uscita dal tunnel si può vedere la città di Aguas Calientes, e si sentono i treni che costeggiano il fiume. Come il sentiero si avvicina ad Intipata, si può vedere il sentiero inca noto come "Due Giorni" ("Camino Real de los Inkas" o "Tracciato inda Un Giorno"). Una piccola deviazione del sentiero porta direttamente a Wiñay Wayna, mentre la branca principale prosegue verso Intipata.
Intipata (luogo assolato noto anche come Yunkapata) è un gruppo di terrazze agricole di recente scoperta, che segue la forma convessa del terreno. Qui si coltivavano pomodori, mais, frutta e patate dolci.

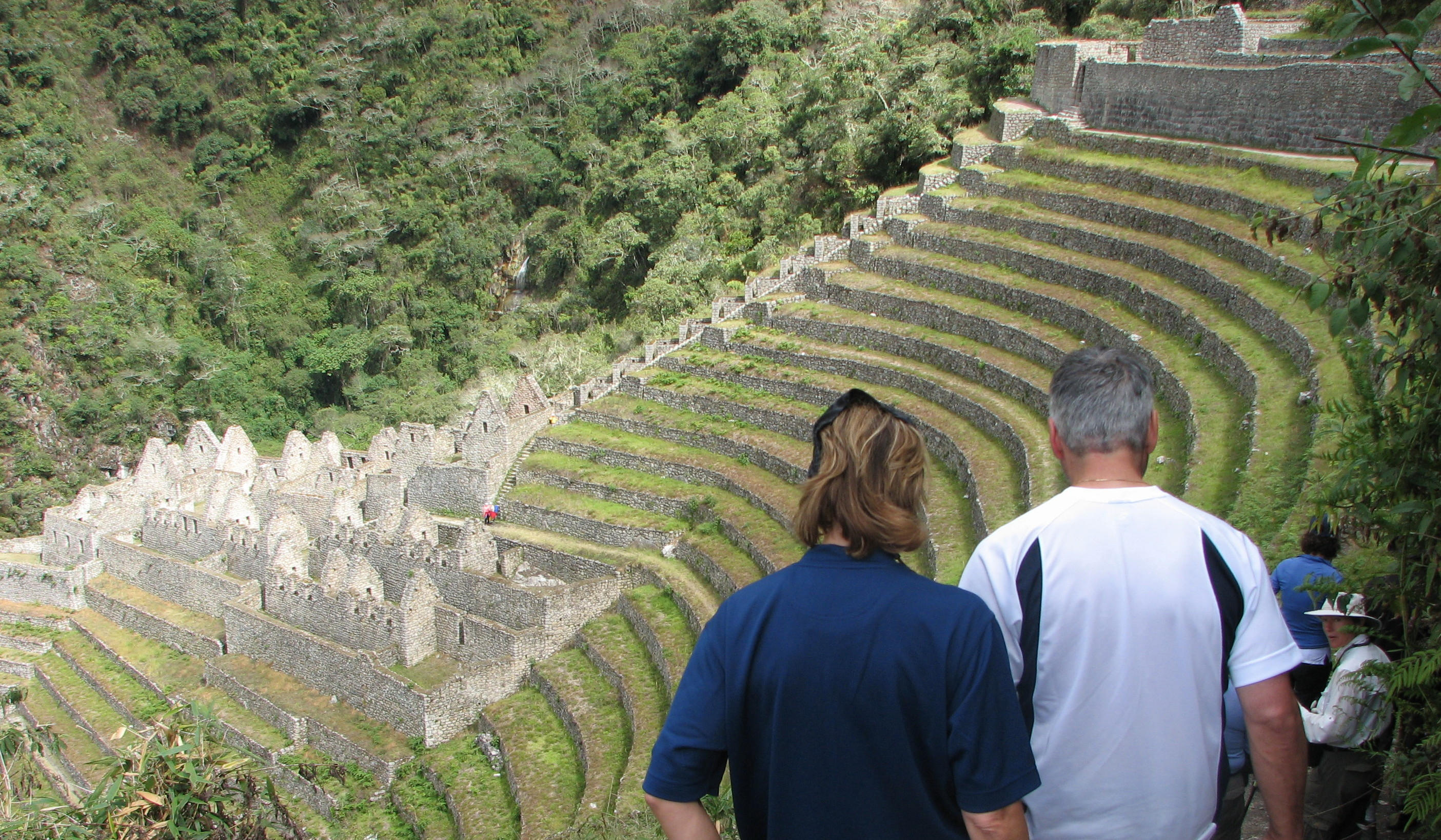
Wiñay Wayna

Il nome Wiñay Wayna (per sempre giovane) (win-yay-way-na) indica sia il sito archeologico che il campo base. Due blocchi architettonici, uno inferiore ed uno superiore, si trovano tra le molteplici terrazze agricole sul lato concavo della montagna. Tra questi due gruppi di edifici si trovano numerose fontane o bagni rituali che sfruttano 19 sorgenti.
A partire da Wiñay Wayna il tracciato segue la cresta del versante orientale della montagna chiamata Machu Picchu. La scala che porta a Intipunku (porta del sole) si trova a circa 3 km. Dalla cresta della montagna si può notare la grandezza di Machu Picchu, che si trova al di sotto. Una breve camminata in discesa rappresenta l'ultima porzione di sentiero.